# حمزه کوفی
حمزه زیات کوفی (۸۰-۱۵۶ ق) از قاریان هفت گانه بود که در قرن اول و دوم هجری می زیست.

## نام و اصالت
ابوعمّاره حمزة ابن حبیب زیات کوفی یکی از قاریان هفتگانه از کوفه. او اصلاً ایرانی است.

## درک صحابه
با توجه به تاریخ تولد حمزه، او زمان برخی صحابه را درک کرده و شاید برخی از آنها را دیده باشد.

## از اصحاب جعفر صادق
وی از اصحاب جعفر صادق بوده و قرآن را بر ایشان  خوانده‌است.

## راویان از حمزه
از کسانی که از او روایت کرده‌اند می توان به این دو تن اشاره داشت:
- خَلَف (ابو محمد اسدی ابن هُشام)
- ابو عیسی (خلّاد ابن خالد صوفی)

## وفات
حمزه در سال ۱۵۶ هجری قمری در ۷۶ سالگی در حلوان کرمانشاه درگذشت. قبر وی در حلوان(سرپل ذهاب) قرار دارد.

## منبع
- «درآمدی بر شرح حال حمزه زیات قاری از اصحاب امام صادق (ع) و از قاریان هفتگانه کوفه مدفون در شهر حلوان (سرپل ذهاب امروزی)، مؤلف: مجتبی فاطمی‌نسب، ناشر: باب‌العلم قم، شابک 10 رقمی: 6009630126، چاپ ۱۳۹۷ ش.

1. ↑  «[دربارۀ حديث اقْرَأ كَمَا يقْرَأُ النَّاسُ]». hawzah.net. دریافت‌شده در ۲۰۲۱-۰۳-۱۵.